# ماریسکی بیکشیک
ماریسکی بیکشیک (انگلیسی: Mariysky Bikshik) یک شهرک در شهرستان کالتاسینسکی استان باشقیرستان کشور روسیه است.